# رولا جبريل
رولا جبريل (24 أبريل 1973-)، صحفية فلسطينية وروائية وكاتبة سيناريو ومحللة سياسية للشؤون الخارجية، تحمل أيضًا الجنسيتين الإسرائيلية والإيطالية. عملت كمذيعة في قناة إم إس إن بي سي الأمريكية.

## النشأة والتعليم
ولدت في حيفا، فلسطين ونشأت في مدينة القدس. عمل والدها عثمان جبريل النيجيري الأصل والمولود في نيجيريا كأحد حراسّ المسجد الأقصى. عندما كانت في الخامسة، انتحرت والدتها زكية، التي عانت كثيراً بسبب تعرضها للعنف في طفولتها فقامت بإغراق نفسها. في عام 1978، أودعها والدها هي وشقيقتها رانيا في مدرسة دار الطفل للأيتام، حتى عام 1991، توفي والدها وهي في عمر16 سنة. نشأت وتربت في دار الأيتام، واعتبرت مؤسستها هند الحسيني بمثابة المعلمة والأم التي أنقذتها ومنحتها الحياة.
في عام 1993، حصلت على منحة دراسية من الحكومة الإيطالية لدراسة الطب في جامعة بولونيا، حيث تخرجت في مجال العلاج الطبيعي.

## الحياة المهنية

### الصحافة
عملت لمدة اثني عشر عامًا في الصحافة الإيطالية. وفي عام 2006 عملت كمذيعة مع ميشيل سانتورو في البرنامج التلفزيوني السياسي الإيطالي أنوزيرو.

### الكتب والأفلام

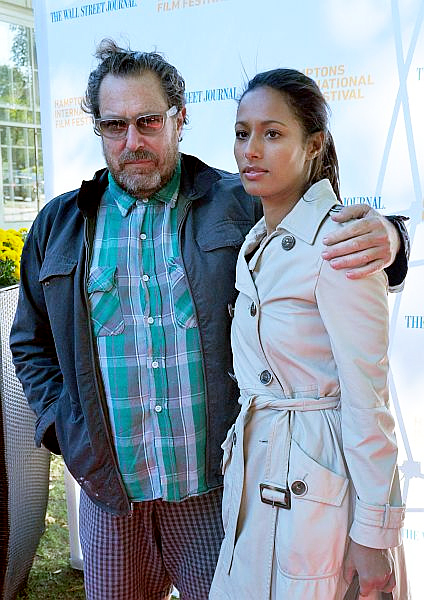
جبريل والمخرج جوليان شنابل، عام 2010

في عام 2003 كتبت روايتها الأولى ميرال. وتحولت الرواية لاحقًا إلى فيلم سينمائي من إخراج جوليان شنابل. وفي عام 2007، نشرت روايتها الثانية بعنوان عروس أسوان.
وتناولت في كتابها الثالث بعنوان المرفوض قصص واقعية بشأن أحوال المهاجرين في إيطاليا، سواء أولئك الذين شقوا طريقهم إلى مستقبل مهني ناجح، أو من يعيشون على هامش المجتمع الإيطالي، وذلك استناداً على مقابلات أجرتها معهم

## الحياة الشخصية
لديها ابنة من فنان إيطالي. ارتبطت بالفنان الأمريكي اليهودي جوليان شنابل منذ عام 2007 حتى عام 2011.
تزوجت عام 2013 من آرثر ألتشول، الابن، ابن المصرفي آرثر ألتشول وأحد أفراد عائلة ليمان. وانفصلا عام 2016 بعد أن جمعتها علاقة غرامية مع روجر ووترز أحد أعضاء فريق بينك فلويد.
تجيد أربع لغات هي: الإيطالية، والإنجليزية، والعربية والعبرية. تصف نفسها بأنها مسلمة علمانية.

## أعمالها
- طريق الزهور، ميرال باللغة الإيطالية La strada dei fiori di Miral، ريتسولي Rizzoli، عام 2005 ISBN 978-88-17-00850-1.
  - ميرال باللغة الإنجليزية، ترجمة جون كولين. بنجوين Penguin، عام 2010 ISBN 978-0-14-311619-6.
  - ميرال، زهرة الصحراء باللغة الدانماركية Ørkenblomsten، انجلستاد Engelstad، عام 2005 ISBN 978-82-92533-10-9.
  - ميرال، قصة ثلاث نساء وحلم مشترك باللغة الألمانية Miral – Ein Land. Drei Frauen. Ein gemeinsamer Traum، ترجمة ليون مينجدين، بي تي بي Btb، عام 2010 ISBN 978-3-442-74148-9.
- عروس أسوان باللغة الإيطالية La sposa di Assuan، ريتسولي Rizzoli، عام 2005 ISBN 978-88-17-00867-9.
  - عروس أسوان باللغة الفرنسية La promise d'Assouan، ترجمة لوسي كومبارينى، التلد Altal éd، عام 2007 ISBN 978-2-916736-04-4.
  - عروس أسوان باللغة البرتغالية A esposa de Assuão، كامبو داس لترس Campo das Letras، عام 2007 ISBN 978-989-625-237-3.
- الرفض: إيطاليا من خلال عيون المهاجرين إليها باللغة الايطالية Divieto di soggiorno: l'Italia vista con gli occhi dei suoi immigrati، ميلانو، إيطاليا، ريتسولي Rizzoli، عام 2007 ISBN 978-88-17-01270-6.

## وصلات خارجية
- رولا جبريل على موقع IMDb (الإنجليزية)
- رولا جبريل على موقع روتن توميتوز (الإنجليزية)
- رولا جبريل على موقع ألو سيني (الفرنسية)
- رولا جبريل على موقع أول موفي (الإنجليزية)
- رولا جبريل على موقع قاعدة بيانات الأفلام السويدية (السويدية)
- رولا جبريل على موقع قاعدة بيانات الفيلم (الإنجليزية)
- رولا جبريل على موقع كينوبويسك (الروسية)
- الموقع الرسمي نسخة محفوظة 24 مارس 2017 على موقع واي باك مشين..
- رولا جبريل، الفهرس العالمي.

مقابلات
- رولا جبريل في برنامج تشارلي روز.
- رولا جبريل في مهرجان تورونتو السينمائي الدولي، 14 سبتمبر 2010.
- رولا جبريل في الانتفاضة الإلكترونية، 22 مارس 2011.

مقالات
- رولا جبريل، ميرال، 6 ديسمبر 2010.
- جوليان شنابل والقضية الفلسطسنية، 13 يناير 2011.

مراجعات الكتب
- رواية ميرال، 20 يناير 2011.